# Ayden
Ayden és una població dels Estats Units a l'estat de Carolina del Nord. Segons el cens del 2008 tenia 5.005 habitants.

## Demografia
Segons el cens del 2000, Ayden tenia 4.622 habitants, 1.936 habitatges i 1.217 famílies. La densitat de població era de 769,2 habitants per km².
Dels 1.936 habitatges en un 27,6% hi vivien nens de menys de 18 anys, en un 38,4% hi vivien parelles casades, en un 20,3% dones solteres, i en un 37,1% no eren unitats familiars. En el 33,1% dels habitatges hi vivien persones soles el 17,8% de les quals corresponia a persones de 65 anys o més que vivien soles. El nombre mitjà de persones vivint en cada habitatge era de 2,36 i el nombre mitjà de persones que vivien en cada família era de 3,02.
Per edats la població es repartia de la següent manera: un 25,6% tenia menys de 18 anys, un 7,4% entre 18 i 24, un 25,8% entre 25 i 44, un 23,4% de 45 a 60 i un 17,7% 65 anys o més.
L'edat mediana era de 39 anys. Per cada 100 dones de 18 o més anys hi havia 70,3 homes.
La renda mediana per habitatge era de 24.004 $ i la renda mediana per família de 34.808 $. Els homes tenien una renda mediana de 30.991 $ mentre que les dones 22.305 $. La renda per capita de la població era de 14.505 $. Entorn del 21% de les famílies i el 26,3% de la població estaven per davall del llindar de pobresa.

## Poblacions més properes
El següent diagrama mostra les poblacions més properes.